# Geandry Garzón Caballero
Geandry Garzón Caballero (* 5. November 1983 in Santiago de Cuba) ist ein kubanischer Ringer. Vize-Weltmeister 2007 im freien Stil im Leichtgewicht.

## Werdegang
Geandrey Garzón Caballero wurde im Kindesalter von Talentspähern entdeckt und zum Ringen gebracht. Seit 1993 betreibt er diesen Sport. Nachdem er im Juniorenalter mehrere Male kubanischer Meister im Freistil wurde, wurde er zum Spitzenclub Cerro Pelado Havanna delegiert. Dort wird er von Filiberto Alberto Delyada und Julio Cesar Castellano trainiert. Der 1,73 m große Athlet wiegt ca. 70 kg und hat Raul Cascaret Fonseca, einen früheren kubanischen Ringer-Weltmeister zum Vorbild. Im Juniorenalter rang Geandry Garzón Caballero noch in beiden Stilarten, seit 2003 konzentriert er sich aber voll auf den freien Stil. Neben dem Ringen übt er keinen weiteren Beruf aus.
Bei den Pan Amerikanischen Junioren-Meisterschaften 2002 in Bogotá startete er im Leichtgewicht in beiden Stilarten. Im griech.-röm. Stil siegte er vor James Woodall aus den Vereinigten Staaten und Francisco Ceveda aus Mexiko und im freien Stil kam er hinter James Woodall und vor Roberto Piedra aus Kolumbien auf den 2. Platz.
Im Jahre 2003 wurde Geandry Garzón Caballero in Istanbul Junioren-Weltmeister im freien Stil. Er benötigte dazu sechs Siege. Im Finale bezwang er dabei Suren Markosjan aus Armenien.
Im Jahre 2004 gelang es ihm nicht, sich für die kubanische Olympiamannschaft zu qualifizieren. Sein nächster Start bei einer internationalen Meisterschaft fand daher erst 2005 bei den Pan Amerikanischen Meisterschaften in Guatemala-Stadt statt. Im Leichtgewicht, freier Stil, siegte er dabei vor Edison Hurtado Lerma aus Kolumbien und Ron Tarquino aus den Vereinigten Staaten. Bei der Weltmeisterschaft dieses Jahres in Budapest musste er an einem Tag sechs schwere Kämpfe bestreiten, ehe er der Gewinn der Bronzemedaille feststand. Er besiegte nacheinander Zhirayr Hovannesjan aus Armenien, Albert Batirow aus Belarus, Bujandschawyn Batdsorig aus der Mongolei u. Kazuhiko Ikematsu aus Japan. Im Halbfinale musste er gegen Machatsch Murtasalijew aus Russland eine Niederlage hinnehmen. Im Kampf um den 3. Platz schlug er Wiktor Bilokoputrin aus der Ukraine.
2006 bestritt Geandry Garzón Caballero ein Welt-Cup-Turnier in Sari/Iran und kam dort hinter Ugur Cadir aus der Türkei und vor Hassan Salman Tahmasebi aus dem Iran auf den 3. Platz. Bei der Weltmeisterschaft dieses Jahres im chinesischen Guangzhou erkämpfte er sich wieder die Bronzemedaille im Leichtgewicht. Dabei siegte er in seinem ersten Kampf gegen Jin Kyuk-Baek aus Korea und verlor in seinem zweiten gegen Bill Zadick aus den Vereinigten Staaten. Da Bill Zadick Weltmeister wurde, konnte er in der Hoffnungsrunde weiterkämpfen und sicherte sich dort mit Siegen über Elar Hani aus Estland, Fred Jessey aus Nigeria und Albert Batirow den 3. Platz.
Im Jahre 2007 siegte Geandry Garzón Caballero sowohl bei den Pan Amerikanischen Meisterschaften in San Salvador als  auch bei den Pan Amerikanischen Spielen in Rio de Janeiro jeweils im Leichtgewicht. In San Salvador vor Ricardo Roberty aus Venezuela, Bill Zadick u. Chris Prickett aus Kanada und in Rio de Janeiro vor Edison Hurtado Lerma, Doug Schwab aus den Vereinigten Staaten und Pedro Soto Cordero aus Puerto Rico. Bei der sich anschließenden Weltmeisterschaft in Baku gelang Geandry Garzón Caballero mit dem Gewinn des Vize-Weltmeistertitels dann der bisher größte Erfolg seiner Laufbahn. Auf dem Weg dahin besiegte er Hishan Al Thaalebi aus dem Irak, Bujandschawyn Batdsorig aus der Mongolei, Doug Schwab un Otar Tuschuschwili aus Georgien. Im Finale unterlag er dem Türken Ramazan Şahin knapp nach Punkten.
Im Jahre 2008 siegte Geandry Garzón Caballero in Colorado Springs erneut bei den Pan Amerikanischen Meisterschaften vor Haiston Garcia aus Kanada, Ricardo Hurtado Lerma u. Chris Bono aus den Vereinigten Staaten. Der Wettkampf bei den Olympischen Spielen in Peking begann für ihn dann nicht gut. Er traf gleich in seinem ersten Kampf auf Weltmeister Ramazan Sahin, dem er wieder nach Punkten unterlag. Da Sahin Olympiasieger wurde, konnte er in der Hoffnungsrunde weiterringen und gewann gegen Mehdi Taghavi Karmani aus dem Iran. Dann verlor er jedoch gegen Otar Tuschuschwili. Er erreichte damit nicht mehr die Kämpfe um die Medaillen und landete auf dem 5. Platz.

## Internationale Erfolge
| Jahr | Platz | Wettbewerb                 | GWK            | Ergebnisse |
| ---- | ----- | -------------------------- | -------------- | --- |
| 2002 | 01.   | PM der Junioren in Bogotá  | bis 69 kg (GR) | vor James Woodall aus den USA und Francisco Ceveda aus Mexiko                                                                |
| 2002 | 02.   | PM der Junioren in Bogotá  | bis 69 kg      | hinter James Woodall und vor dem Kolumbianer Roberto Piedra                                                                  |
| 2003 | 01.   | Junioren-WM in Istanbul    | bis 66 kg      | vor Suren Markosjan aus Armenien, Niranjan Singh aus Indien und Abbas Rangbar Galshi aus dem Iran                            |
| 2005 | 01.   | PM in Guatemala-Stadt      | bis 66 kg      | vor Edison Hurtado Lerma aus Kolumbien und Ron Tarquino, USA                                                                 |
| 2005 | 03.   | WM in Budapest             | bis 66 kg      | hinter Machatsch Murtasalijew, Russland, und Serafim Barsakow, Bulgarien, gemeinsam mit Otar Tuschischwili, Georgien         |
| 2006 | 02.   | Welt-Cup-Turnier in Sāri   | bis 66 kg      | hinter Ugur Cadir, Türkei, und vor Hassan Salman Tahmasebi, Iran                                                             |
| 2006 | 01.   | MKM in Cartagena           | bis 66 kg      | vor Ricardo Moreno, Venezuela, Edison Hurtado Lerma und Pedro Soto Cordero, Puerto Rico                                      |
| 2006 | 03.   | WM in Guangzhou            | bis 66 kg      | hinter Bill Zadick, USA, und Otar Tuschischwili, gemeinsam mit Andrij Stadnik, Ukraine                                       |
| 2007 | 01.   | PM in San Salvador         | bis 66 kg      | vor Ricardo Roberty, Venezuela, Bill Zadick und Chris Prickett, Kanada                                                       |
| 2007 | 01.   | PS in Rio de Janeiro       | bis 66 kg      | vor Edison Hurtado Lerma, Doug Schwab, USA, und Pedro Soto Cordero                                                           |
| 2007 | 02.   | WM in Baku                 | bis 66 kg      | hinter Ramazan Şahin, Türkei, und vor Irbek Walentinowitsch Farnijew, Russland, und Otar Tuschischwili                       |
| 2008 | 01.   | PM in Colorado Springs     | bis 66 kg      | vor Haiston Garcia, Kanada, Ricardo Hurtado Lerma und Chris Bono, USA                                                        |
| 2008 | 05.   | OS in Peking               | bis 66 kg      | hinter Ramazan Sahin, Andrei Stadnik, Sushil Kumar, Indien, und Otar Tuschischwili                                           |
| 2009 | 01.   | PM in Maracaibo            | bis 66 kg      | Finalsieg über Haislan Garcia Veranes aus Kanada                                                                             |
| 2010 | 01.   | PM in Monterrey            | bis 66 kg      | Finalsieg über Pedro Soto aus Puerto Rico                                                                                    |
| 2010 | 03.   | WM in Moskau               | bis 66 kg      | hinter Sushil Kumar und Alan Gogajew aus Russland, zusammen mit Jabrail Hasanov                                              |
| 2011 | 01.   | World Cup in Machatschkala | bis 66 kg      | |
| 2019 | 03.   | PS in Lima                 | bis 74 kg      | Sieg über Julio Rodríguez, Dominikanische Republik, Niederlage gegen Jordan Burroughs, USA, und Sieg über Abel Herrera, Peru |
| 2020 | 03.   | PM in Ottawa               | bis 74 kg      | hinter Jordan Burroughs und Franklin Gómez, Puerto Rico                                                                      |
| 2021 | 09.   | OS in Tokio                | bis 74 kg      | Niederlagen gegen Mahamedchabib Kadsimahamedau aus Belarus und Kyle Douglas Dake aus den USA                                 |

Legende
- ein Wettkampf im griechisch-römischen Stil (GR), alle anderen im Freistil
- OS = Olympische Spiele, WM = Weltmeisterschaft, PS = Panamerikanische Spiele, PM = Panamerikameisterschaft, MKM = Mittelamerikanische und Karibische Meisterschaft